# Герб Приморського (Феодосійська міськрада)
Герб Приморського — офіційний символ селища міського типу Приморського Феодосійської міськради затверджений рішенням Приморської селищної ради № 356 від 30 березня 2007 року «Про герб селища Приморський». Автори герба: О. І. Маскевич, В. І. Коновалов. Тоді ж затверджено Положення про опис, зміст та порядок використання герба. Герб є промовистим.

## Опис
У червоному полі з синьою, окантованою згори сріблом базою у вигляді здибленої хвилі, срібний стилізований двощогловий корабель із срібними крилами по бортах. На вітрилі фок-щогли червоне шістнадцятипроменеве сонце з обличчям. З-під гребеня хвилі виходять десять срібних п'ятипроменевих зірок, що збільшуються в розмірах, розташованих по контуру хвилі.
Крилатий корабель символізує підприємства суднобудування, завдяки яким у 1938 році виникло селище. Специфіка суднобудівного заводу, що випускав унікальні кораблі на повітряній подушці, підвідних крилах, каверні й інше, відбита таким незвичайним для корабля атрибутом, як крила. Крім того, срібний корабель над синьою хвилею нагадує про те, що селище розташоване на березі моря. Специфіка приморського селища підкреслена червоним усміхненим сонцем на вітрилі.